# Shanica Knowles
Shanica Channell Knowles (Atlanta, 17 novembre 1990) è un'attrice statunitense.

## Carriera
È conosciuta per il ruolo di Amber Adesen nella serie Hannah Montana della Disney, ed è stata inoltre ospite in Unfabulous sul canale Nickelodeon interpretando Vanessa la cheerleader. Nel 2011 è apparsa in un episodio di Harry's Law, interpretando Shonda, e nella serie TV Untitled Jamie Foxx Sketch Show, nel ruolo di Ella.
Ha interpretato il ruolo di Sierra in My Super Sweet 16: The Movie con Alyson Michalka, e quello di Shauna Keaton nel film Jump in! insieme a Keke Palmer e Corbin Bleu.

## Vita privata
Nonostante le numerose controversie e voci sempre smentite, l'attrice ha più volte dichiarato di non avere in alcun modo legami di parentela con la cantante Beyoncé.

## Filmografia parziale

### Cinema
- My Super Sweet 16: The Movie, regia di Naeme Barnette (2007)

### Televisione
- Hannah Montana - serie TV, 17 episodi (2006-2011)
- Unfabulous - seire TV, 3 episodi (2006)
- Jump In!, regia di Paul Hoen – film TV (2007)
- Diario di una nerd superstar (Awkward) - serie TV, 3 episodi (2011)
- Harry's Law - serie TV, episodio 1x06 (2011)
- Melissa & Joey - serie TV, episodio 2x06 (2012)
- Febbre d'amore (The Young and The Resltess) - soap opera, 10 episodi (2018)
- Il menu di Natale (Christmas on the Menu) – film TV (2020)

## Doppiatrici italiane
Nelle versioni in italiano delle opere in cui ha recitato, Shanica Knowles è stata doppiata da:
- Barbara Pitotti in Jump In!
- Gianna Gesualdo ne Il menu di Natale